# Ashley Tisdale
Ashley Michelle Tisdale (2. srpnja 1985. u Monmouth County, New Jersey)  američka je glumica i pjevačica. Do sada je izdala dva album Headstrong i Guilty Pleasure, a glumila je i u mnogim filmovima poput High School Musical, Aliens in the Attic, Zamisli to i u mnogim drugim.

## Životopis
Ashley Michelle Tisdale je rođena 2. srpnja 1985. u Monmouth County, New Jersey. Njezini roditelji su Lis Tisdale, rođena Morris i Mike Tisdale. Odrasla je u Ocean Township. Ima sestru Jennifer Tisdale koja je dvije godine starija od nje. Njezina majka je židovkinja. Njen talent je otkriven u South Shore Mall od Billa Perlmana, njezin trenutačni upravitelj,od kada je imala tri godine. Igrala je u skoro 100 reklama. U dobi od osam godina, odigrala je ulogu u Broadway mjuziklu "Les Misérables" i imala turneju diljem svijeta u mjuziklu "Annie".

## Karijera
Svoj prvi televizijski nastup imala je 1997. u seriji Smart Guy. Godinu dana kasnije bila je zastupnica za sinkronizirai animirani film Život buba. Tu slijedi nekoliko nastupa epizoda u raznim televizijskim serija poput Beverly Hills, 90210 i Boston Public. Njezine veće uloge su u High School Musical koja je predstavljala antagonista Sharpay Evans. Do sada je izdala dva albuma: Headstrong je prvi studijski album koji je izašao 2. veljače 2007. godine, a njezin drugi studijski album Guilty Pleasure, koji je izdan 16. lipnja 2009 širom svijeta. godine. Glavna pjesma skinuta s ovoga albuma je It's Alright, It's OK.

## Filmografija

### Filmovi
| Film   | Film                             | Film            | Film                   |
| Godina | Film                             | Uloga           | Bilješka               |
| ------ | -------------------------------- | --------------- | ---------------------- |
| 1998   | Život buba                       | Blueberry Scout | Vokalna uloga          |
| 2001   | Donnie Darko                     | Kim             |                        |
| 2001   | Nathan's Choice                  | Stephanie       |                        |
| 2002   | The Mayor of Oyster Bay          | Jennifer        | napravljeno za TV film |
| 2006   | High School Musical              | Sharpay Evans   | DCOM                   |
| 2006   | Whisper of the Heart             | Yuko Harada     | Vokalna uloga          |
| 2007   | High School Musical 2            | Sharpay Evans   | DCOM                   |
| 2007   | Bring It On: In It to Win It     | Herself         |                        |
| 2008   | Zamisli to                       | Mandy Gilbert   |                        |
| 2008   | High School Musical 3: Maturanti | Sharpay Evans   |                        |
| 2009   | Aliens in the Attic              | Bethany Pearson |                        |

### Televizija
| Televizija                   | Televizija                             | Televizija           | Televizija                                        |
| Godina                       | Naslov                                 | Uloga                | Bilješka                                          |
| ---------------------------- | -------------------------------------- | -------------------- | ------------------------------------------------- |
| 2005—2008                    | The Suite Life of Zack & Cody          | Maddie Fitzpatrick   | Njezina uloga                                     |
| 2007                         | Phineas i Ferb                         | Candace Flynn        | Glas                                              |
| Gost u televizijskim ulogama |                                        |                      |                                                   |
| Godina                       | Naslov                                 | Uloga                | Bilješka                                          |
| 1997                         | Smart Guy                              | Amy                  | "A Little Knowledge" (epizoda 6, sezona 1)        |
| 1997                         | 7th Heaven                             | Janice               | "Breaking Up Is Hard to Do" (epizoda 5, sezona 3) |
| 2000                         | Beverly Hills, 90210                   | Nicole Loomis        | "Fertile Ground" (epizoda 15, sezona 10)          |
| 2000                         | Movie Stars                            | Female Student       | "Stand by Me" (epizoda 10, sezona 2)              |
| 2000                         | The Amanda Show                        | Cold-Curer           | 3 epizoda                                         |
| 2000                         | The Geena Davis Show                   | Tracy                | "Motherly Advice" (epizoda 5, sezona 1)           |
| 2000                         | Boston Public                          | Carol Prader         | "Chapter Five" (epizoda 5, sezona 1)              |
| 2001                         | Bette                                  | Jessica              | "The Invisible Mom" (epizoda 14, sezona 1)        |
| 2001                         | Once and Again                         | Marni                | "Best of Enemies" (epizoda 18, sezona 2)          |
| 2001                         | Kate Brasher                           | Winona               | "Georgia" (epizoda 6, sezona 1)                   |
| 2001                         | Charmed                                | Runaway Teen         | "Look Who's Barking" (epizoda 21, sezona 3)       |
| 2002                         | The Hughleys                           | Stephanie            | 3 epizoda, sezona 4                               |
| 2003                         | Strong Medicine                        | Sherry Lowenstein    | "Addicted to Love" (epizoda 20, sezona 3)         |
| 2003                         | Grounded for Life                      | Leah                 | "Just Like a Woman" (epizoda 5, sezona 3)         |
| 2003                         | George Lopez                           | Olivia               | "I Only Have Eyes for You" (epizoda 21, sezona 2) |
| 2003                         | Still Standing                         | Bonnie               | 4 epizoda, sezona 1—2                             |
| 2006                         | That's So Suite Life of Hannah Montana | Maddie Fitzpatrick   | Disney Channel special                            |
| 2006                         | Disney Channel Games 2006              | Herself              | Disney Channel special                            |
| 2007                         | Svemoguća Kim                          | Camille Leon (voice) | (3 epizoda, sezona 4)                             |
| 2007                         | Disney Channel Games 2007              | Ashley Tisdale       | Disney Channel special                            |
| 2008                         | Studio DC: Almost Live                 | Ashley Tisdale       | Disney Channel special                            |
| 2009                         | The Suite Life on Deck                 | Maddie Fitzpatrick   | "Maddie on Deck" (epizoda 13, sezona 1)           |

## Diskografija
| Studio albumi - 2007: Headstrong - 2009: Guilty Pleasure DVD-ovi - 2007: There's Something About Ashley | EP-ovi - 2006: He Said She Said Koncerti - 2006-07: High School Musical: Koncert - 2007: Headstrong turneja Across America |

Njen najpoznatiji film je High School Musical.